# Нюстрём, Ялмар
Ялмар Ээмиль Нюстрём (фин. Hjalmar Eemil Nyström; 28 марта 1904 — 6 декабря 1960) — финский борец, призёр Олимпийских игр.
Ялмар Нюстрём родился в 1904 году в Хельсинки. В 1928 году на Олимпийских играх в Амстердаме он завоевал серебряную медаль по правилам греко-римской борьбы. В 1930 и 1931 годах становился серебряным призёром чемпионата Европы по правилам греко-римской борьбы. В 1934 году завоевал бронзовую медаль чемпионата Европы по правилам вольной борьбы. В 1935 году на чемпионате Европы по правилам греко-римской борьбы стал обладателем серебряной медали. В 1936 году на Олимпийских играх в Берлине завоевал бронзовую медаль по правилам вольной борьбы, а в соревнованиях по греко-римской борьбе стал 5-м.